# شيلر (عشر ستاق)
شیلر (بالفارسية: شیلر) هي قرية تقع في إيران في قسم عشر ستاق الريفي. يقدر عدد سكانها بـ 187 نسمة بحسب إحصاء 2016.